# Storsteinnes
Storsteinnes är en tätort som utgör centralort i Balsfjords kommun i Troms fylke i norra Norge. Orten hade 1.085 invånare den 1 januari 2018 och ligger längst inne i Balsfjorden. 
Jordbruk står för en väsentlig del av näringsverksamheten i Balfords kommun. Det norska mejeriföretaget Tine har i Storsteinnes ett mejeri med tillverkning av ost och Norges största produktion av den mesost som i Norge kallas "ekte geitost".
Under fälttåget i Norge 1940 hölls mellan den 2 maj och den 6 juni konseljer i mejeriet i Storsteinnes.
Balsfjord Fjordmuseum og Våtmarksenter, som ingår i Midt-Troms Museum, ligger i Storsteinnes.
Hällristningsfältet i Tennes, som ligger nära Balsfjords kyrka vid Balsfjorden, en bit norr om Storsteinnes, har hällristningar från stenåldern.

## Bilder

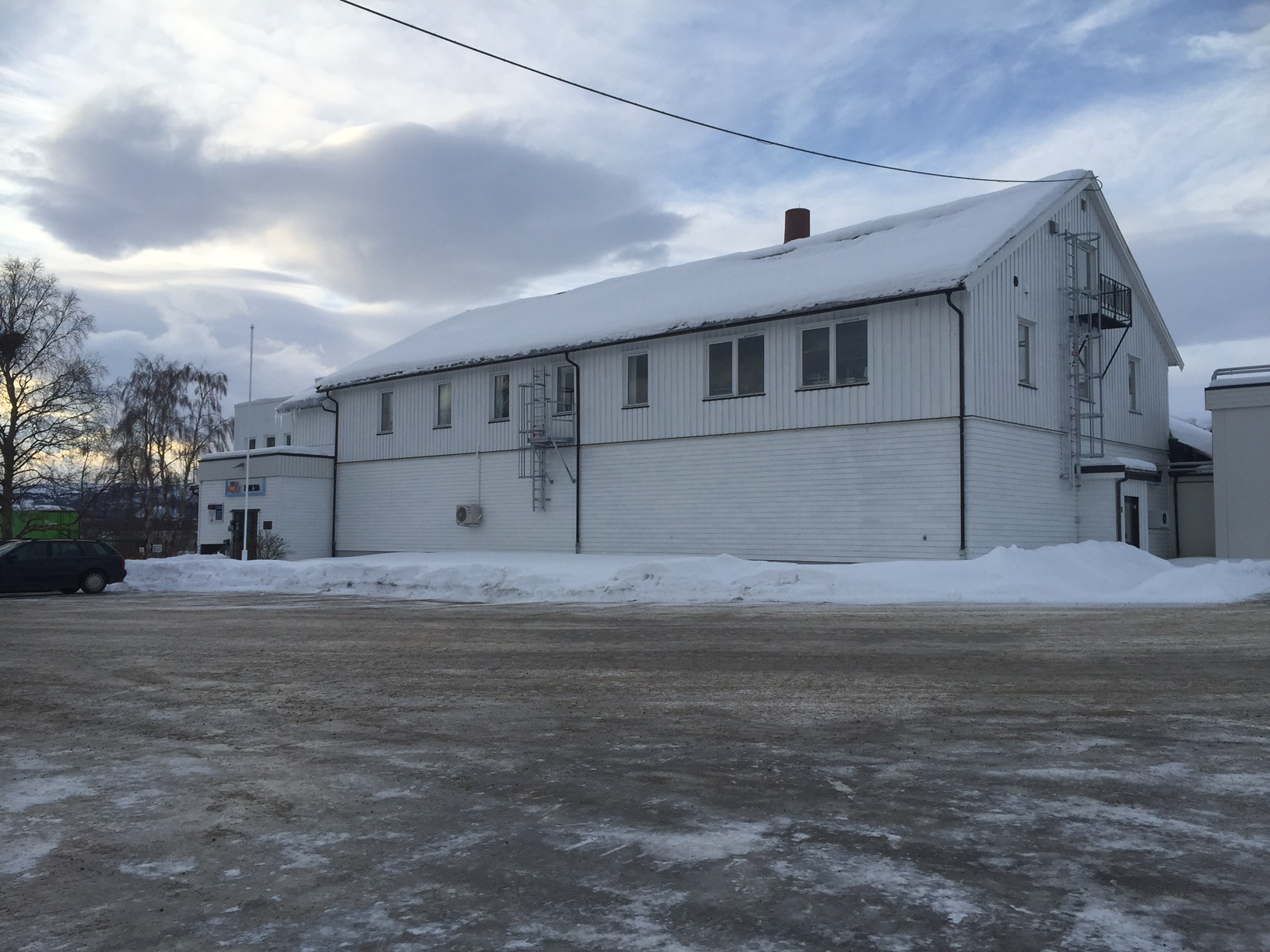
Storsteinnes meieri.
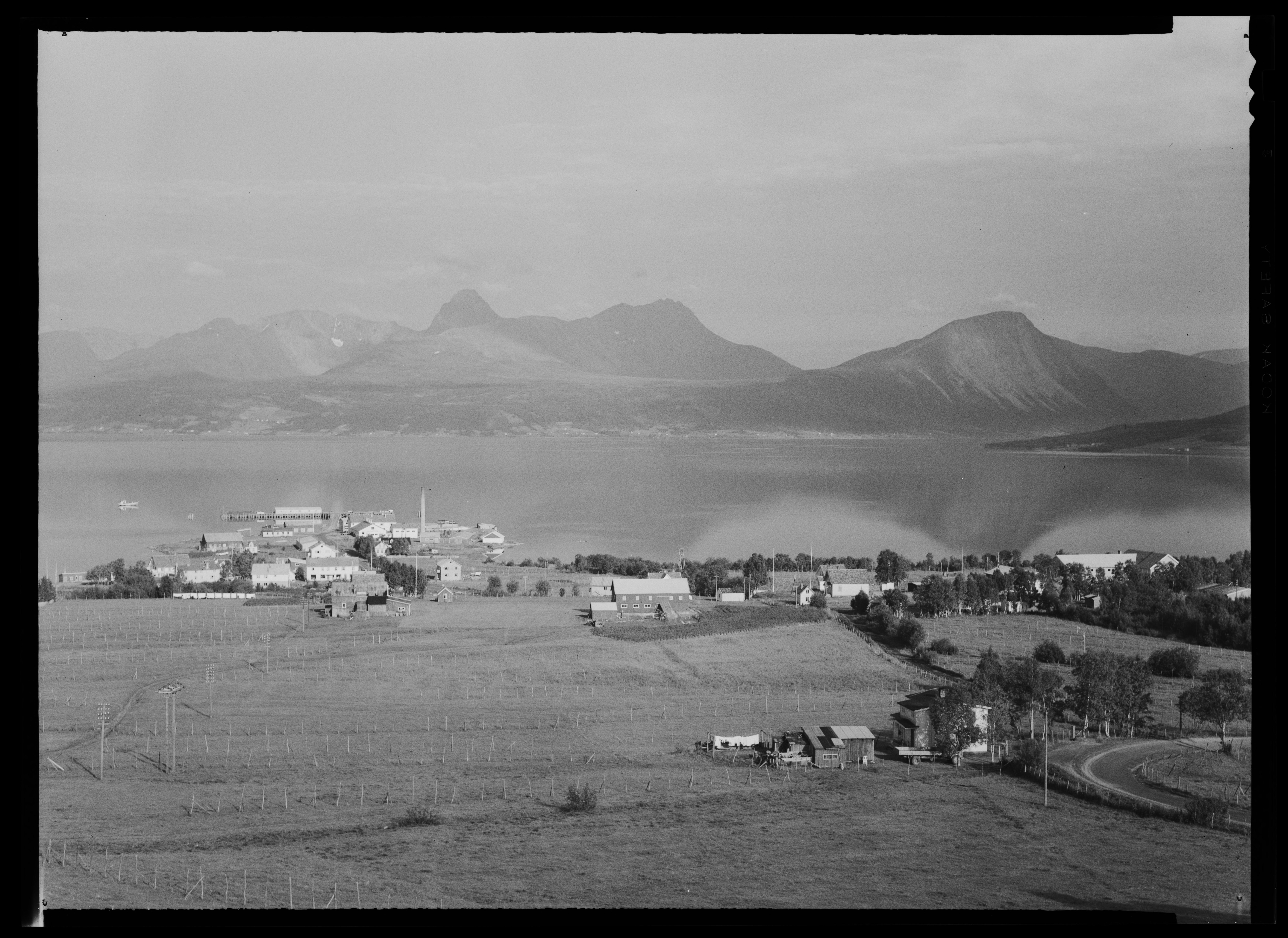
Storsteinnes 1958.